# Джонсон (округ, Канзас)
Шаблон:StateAbbr_ 38°52′00″ пн. ш. 94°52′00″ зх. д. / 38.8667° пн. ш. 94.8667° зх. д.
Округ Джонсон (англ. Johnson County) — округ (графство) у штаті Канзас, США. Ідентифікатор округу 20091.

## Історія
Округ утворений 1855 року.

## Демографія
За даними перепису 
2000 року 
загальне населення округу становило 451086 осіб, зокрема міського населення було 428506, а сільського — 22580.
Серед мешканців округу чоловіків було 220329, а жінок — 230757. В окрузі було 174570 домогосподарств, 121618 родин, які мешкали в 181612 будинках.
Середній розмір родини становив 3,09.
Віковий розподіл населення поданий у таблиці:
| Стать    | До 15 років | 15-21 | 22-29 | 30-39 | 40-49 | 50-65 | 65-85 | Понад 85 |
| -------- | ----------- | ----- | ----- | ----- | ----- | ----- | ----- | -------- |
| Чоловіки | 52521       | 19771 | 23817 | 37517 | 36457 | 32115 | 16566 | 1565     |
| Жінки    | 49790       | 18358 | 24429 | 38329 | 39394 | 33519 | 22608 | 4330     |

## Суміжні округи
- Ваяндотт — північ
- Джексон, Міссурі — схід
- Кесс, Міссурі — південний схід
- Маямі — південь
- Франклін — південний захід
- Дуглас — захід
- Лівенворт — північний захід

## Виноски
1. ↑  U.S. Decennial Census. United States Census Bureau. Архів оригіналу за 26 квітня 2015. Процитовано 26 липня 2014.
2. ↑  Historical Census Browser. University of Virginia Library. Архів оригіналу за 11 серпня 2012. Процитовано 26 липня 2014.
3. ↑  Population of Counties by Decennial Census: 1900 to 1990. United States Census Bureau. Архів оригіналу за 5 червня 2019. Процитовано 26 липня 2014.
4. ↑  Census 2000 PHC-T-4. Ranking Tables for Counties: 1990 and 2000 (PDF). United States Census Bureau. Архів оригіналу (PDF) за 18 грудня 2014. Процитовано 26 липня 2014.
5. ↑  State & County QuickFacts. United States Census Bureau. Архів оригіналу за 25 червня 2011. Процитовано 26 липня 2014.(англ.) Наведено за англійською вікіпедією.
6. ↑  American FactFinder. Бюро перепису населення США. Архів оригіналу за 21 травня 2008. Процитовано 31 січня 2008.

| США | Це незавершена стаття з географії США. Ви можете допомогти проєкту, виправивши або дописавши її. |